# Embalse del Guadalmellato
El embalse del Guadalmellato es un embalse español situado en el nacimiento del río Guadalmellato, en la provincia de Córdoba (Andalucía). El recinto, que se encuentra ubicado a caballo entre los términos municipales de Obejo y Adamuz, ocupa una superficie de unas 774 hectáreas. En la actualidad el embalse es empleado principalmente con fines de abastecimiento, estando dedicado al aprovisionamiento de agua potable a la ciudad de Córdoba.

## Historia
Las primeras propuestas que abogaban por construir este embalse se retrotraen a 1883, pero no sería hasta el período 1899-1900 cuando se plantease seriamente desde instituciones como la Cámara de Comercio e Industria de Córdoba. En 1908 la Administración dio el visto bueno al proyecto, que fue apadrinado del entonces ministro de Fomento ―el político cordobés José Sánchez Guerra―. Las obras se alargaron considerablemente, no finalizándose todos los trabajos hasta 1929. El embalse comenzó a operar en 1930, bajo gestión de la Confederación Hidrográfica del Guadalquivir.
En la década de 1950 se realizaron diversos trabajos de recrecimiento del embalse con el fin de mejorar el abastecimiento a Córdoba capital.